# Rodrigo Henrique
Rodrigo Henrique Santana da Silva, hay Rodrigo Henrique (sinh ngày 2 tháng 7 năm 1993) là một cầu thủ bóng đá người Brasil thi đấu cho União da Madeira.

## Sự nghiệp câu lạc bộ
Anh ra mắt chuyên nghiệp tại Campeonato Paulista cho Oeste vào ngày 20 tháng 3 năm 2013 trong trận đấu trước Bragantino.